# 小行星13241
小行星13241（13241 Biyo）是一颗绕太阳运转的小行星，为主小行星带小行星。该小行星于1998年5月22日发现。

## 轨道参数
小行星13241的轨道半长轴为2.2738751 UA，离心率为0.064。